# Jüdische Gemeinde Emden

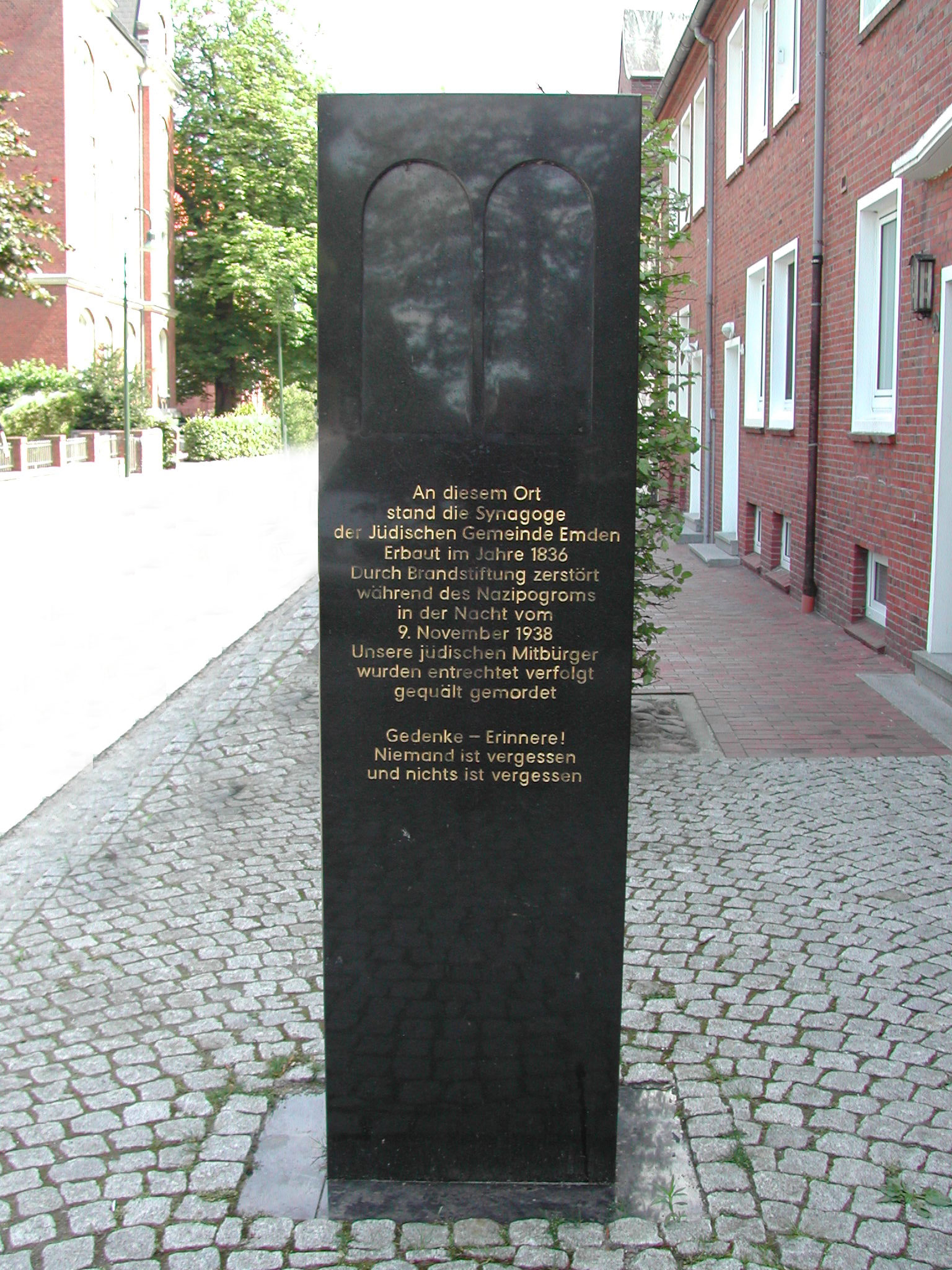
Gedenkstein für die niedergebrannte Synagoge in Emden

Die jüdische Gemeinde in Emden bestand über einen Zeitraum von rund 400 Jahren von ihren Anfängen im 16. Jahrhundert bis zu ihrem Ende am 23. Oktober 1941. Sie war die älteste, größte und bedeutendste Gemeinde Ostfrieslands und als Sitz des Landesrabbinats geistiges Zentrum der Juden Ostfrieslands und der Landdrostei Osnabrück.

## Geschichte

### 16. Jahrhundert bis 1744
Wann genau sich die ersten Juden in Emden niedergelassen haben, ist nicht mehr zu ermitteln. Fest steht, dass sich für das gesamte Mittelalter weder in Emden noch auf der ostfriesischen Halbinsel die Anwesenheit von Juden nachweisen lässt. Eine aschkenasische jüdische Gemeinde entwickelte sich ab etwa 1530. Erstmals erwähnt werden sie in den Jahren 1558 und 1571. Ab 1589 führte die Stadt Emden ein Schutzgeldverzeichnis mit den Namen der Emder Juden. Uri ha-Levi ist der erste Emder Jude, dessen Name überliefert ist.

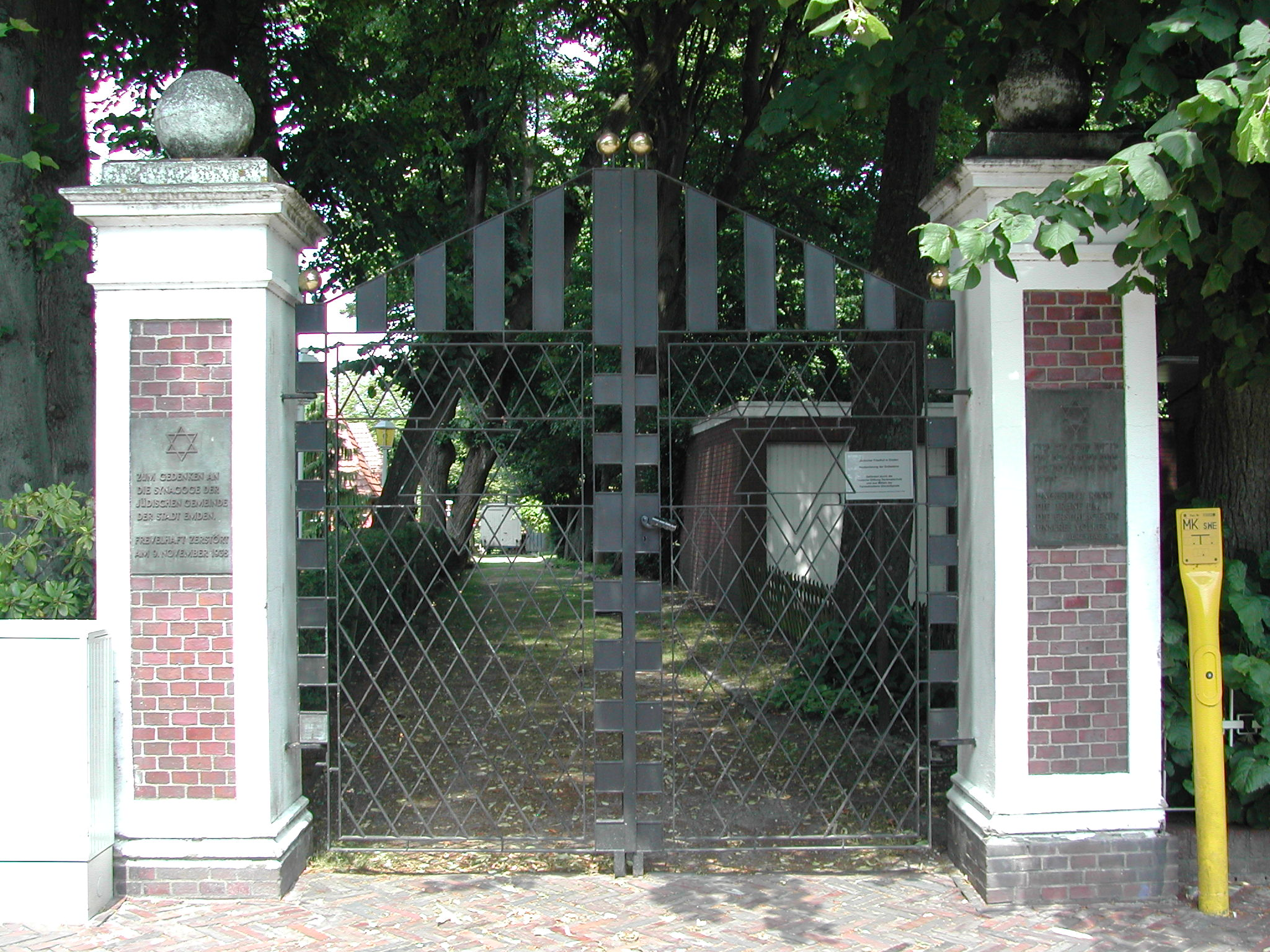
Eingangstor zum jüdischen Friedhof in Emden

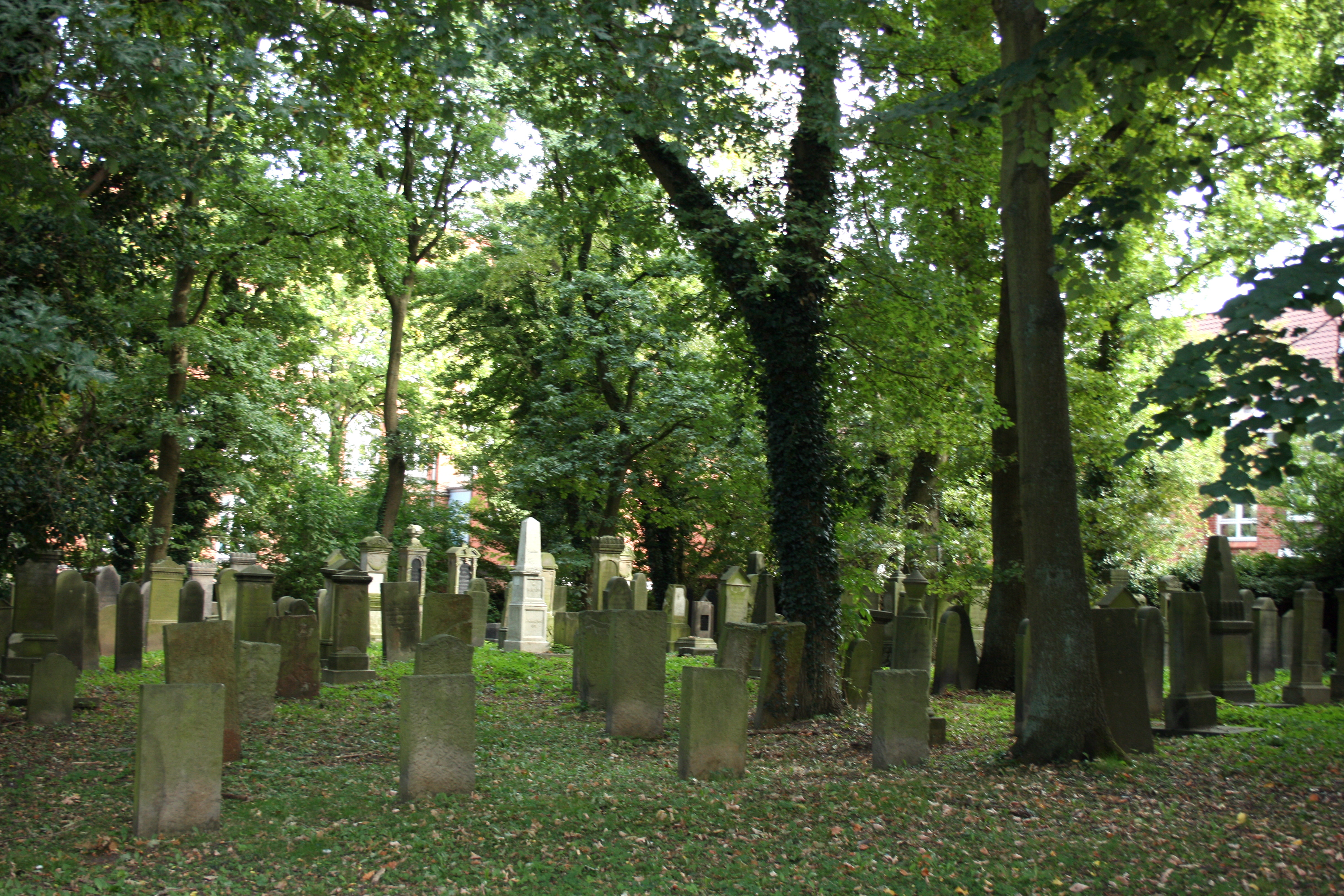
Jüdischer Friedhof

Schnell entwickelte sich die Gemeinde zu einer der größten in Norddeutschland und war nach Hannover die zweitgrößte der Provinz. Dies ist begründet durch die relative Autonomie, welche die Stadt nach der Emder Revolution erhalten hatte. Dadurch hatte der Emder Magistrat freie Hand bei der Ansiedelung von Juden erhalten und verfolgte eine für die Zeit relativ liberale Judenpolitik. Zudem war die Hafenstadt auf die jüdischen Münzwechsler, Pfand- und Geldverleiher angewiesen; Berufe, die Christen verwehrt und somit in der Stadt kaum ausgebildet waren.
Der von Graf Ulrich II. 1645 ausgestellte Generalgeleitsbrief gestattete den Juden Ostfrieslands, nach eigener „jüdischer Ordnung“ leben zu dürfen. 1670 ließ die Fürstin Christine Charlotte einen Generalgeleitsbrief verfassen, der den Juden die Abhaltung von Gottesdiensten in ihren Wohnungen oder in eigenen Synagogen erlaubte. Weiterhin legte er fest, dass sie ihre Toten nach jüdischer Gewohnheit bestatten durften.
Eine erste Synagoge in Emden gab es wahrscheinlich schon seit dem 16. Jahrhundert am Sandpfad Nr. 5, der heutigen Bollwerkstraße. Diese wurde vom Emder Magistrat wegen Baufälligkeit geschlossen. An ihrer Stelle errichtete die Gemeinde 1836 eine große Synagoge, welche 1910 erweitert wurde und danach über 320 Plätze für Männer, eine Empore für 250 Frauen, einen Sitzungssaal und das rituelle Bad verfügte. Bezeichnend für das Verhältnis der Juden zur restlichen Bevölkerung der Stadt ist es, dass an den Eröffnungsfeierlichkeiten 1836 und 1910 Vertreter sowohl der christlichen Gemeinden Emdens als auch des Magistrats teilnahmen. Diese Synagoge wurde in der Reichspogromnacht zerstört.
Ein jüdischer Friedhof wird erstmals 1586 vor den Toren der Stadt in Tholenswehr erwähnt. Dieser Friedhof wurde von den kleinen ostfriesischen Gemeinden, etwa Weener, Bunde, Jemgum und Stapelmoor mitgenutzt. 1703 kaufte die Gemeinde ein Gelände an Schoonhovenstraße, dem ehemaligen Sandpfad und der heutigen Bollwerkstraße. Dieser Friedhof diente der Gemeinde bis zu ihrem Ende als Begräbnisplatz.

### 1744 bis 1806
Die liberale Haltung gegenüber den Juden änderte sich mit der Machtübernahme durch Preußen im Jahre 1744. Die autonome Politik der Stadt Emden war beendet. Dies führte zu einer deutlichen Verschlechterung der Lage der Juden; denn die restriktive preußische Gesetzgebung gegenüber Juden galt nun auch in Ostfriesland. Erklärtes Ziel der preußischen Administration war die Senkung des jüdischen Bevölkerungsanteils in Ostfriesland und somit auch in Emden. Die von Juden zu leistenden Abgaben wurden deutlich erhöht, Immobilienbesitz wurde ihnen verboten und den jüdischen Gewerbetreibenden wurden zahlreiche Einschränkungen und Verbote auferlegt. Die gewünschte Senkung des jüdischen Bevölkerungsanteils wurde damit zwar nicht erreicht, doch verarmten viele Juden, so dass schon im Jahre 1765 zwei Drittel der jüdischen Bevölkerung unter erbärmlichsten Bedingungen lebte. Dem stand eine kleine Oberschicht gegenüber, welche hauptsächlich aus Großkaufleuten und Bankiers bestand. Insgesamt gehörte die jüdische Gemeinde Emdens zu den ärmeren Judengemeinden Deutschlands.
Antisemitische Äußerungen und Handlungen waren bis Anfang der 1930er Jahre selten. Nur die Calvinistische Kirche protestierte gegen die Duldung der Juden, was jedoch weder beim Magistrat noch beim Landesherrn Gehör fand. Erste größere Ausschreitungen gegen Juden ereigneten sich 1761 und 1762 in Zusammenhang mit den Wirren des Siebenjährigen Krieges. Mehrere Häuser wurden geplündert, weil die Bevölkerung Juden für die schlechte Versorgungslage verantwortlich machte. Bis zur Zeit der nationalsozialistischen Machtergreifung lassen sich aber nur vereinzelte Übergriffe gegen Juden in Emden belegen.

### 1806 bis 1901
Nach der Schlacht bei Jena und Auerstedt wurde Ostfriesland in das Königreich Holland und damit in den französischen Machtbereich eingegliedert. 1810 kam es als Departement Ems-Oriental („Osterems“) unmittelbar zum französischen Kaiserreich. Für die Juden bedeutete dies eine deutliche Verbesserung ihrer Lage. In zwei Dekreten vom 4. Juni 1808 und vom 23. Januar 1811 wurden ihnen die Bürgerrechte und die völlige Gleichberechtigung zugestanden.
Nach der Niederlage Napoleons und dem Zusammenbruch seines Reiches kam Ostfriesland in den Jahren 1813 bis 1815 erneut zur Herrschaft unter preußische Herrschaft. Infolgedessen erlangte auch das Preußische Judenedikt vom 11. März 1812 in Ostfriesland Geltung. Juden, bis dahin im preußischen Staat als „Judenknechte“ angesehen, wurden nun vollberechtigte Staatsbürger, sofern sie bereit waren, bleibende Familiennamen anzunehmen und sich der Wehrpflicht zu unterwerfen. Nach dem Wiener Kongress (1814/15) musste Preußen Ostfriesland jedoch an das Königreich Hannover abtreten. Durch mangelnde Anweisungen der neuen Machthaber stellte sich die Rechtslage für Juden nun äußerst verworren da. Insbesondere die Administration agierte auf diesem Gebiet zunächst nach preußischem Recht unter Berücksichtigung des Juden-Ediktes. Noch 1829 plädierte die Landdrostei Aurich in Hannover für eine judenfreundliche Auslegung, erhielt jedoch anderslautende Anweisungen. 1819 wurden die Zünfte wieder eingeführt, was die Juden weitgehend vom Handwerk ausschloss. Im Unterschied zum übrigen Königreich Hannover wurde der Schutzjudenstatus in Ostfriesland nicht wieder eingeführt. An dessen Stelle war seit 1824 der „oberlandespolizeiliche Erlaubnisschein“ getreten. Ohne diesen war Juden in Emden eine Niederlassung und Heirat nicht mehr möglich. Auch blieb Juden das Wahlrecht und die Übernahme städtischer Ämter untersagt. Die Erlaubnis zur Niederlassung konnte nur dann an einen Sohn, und auch dann nur an einen einzigen Sohn übertragen werden, wenn der Vater sein Geschäft aufgegeben hatte oder verstorben war. 1827 wurde Emden Sitz des Landesrabbinats. 1835 stürzte während des Sabbatgottesdienstes die alte Synagoge teilweise ein und wurde von den Behörden geschlossen. Durch Spenden jüdischer Bürger wurde an ihrer Stelle ein Neubau errichtet, welcher am 19. August 1836 durch Landesrabbiner Abraham Heymann Löwenstamm eingeweiht werden konnte.
Wie schon vorher die Preußen versuchten nun die Hannoveraner die Anzahl der Juden in Ostfriesland zu vermindern. Bestand die jüdische Gemeinde in Emden 1828 noch aus 802 Mitgliedern, waren es 1842 nur noch 691. Dies ist wohl vor allem der Armut geschuldet, welche sich unter den ostfriesischen Juden ausgebreitet hatte. Der Emder Magistrat erklärte 1828, dass „fast die ganze hiesige Judenschaft in der größten Armuth schmachtet. Dieses kann wohl nur als eine Folge der Beschränkungen, denen sie unterworfen sind, betrachtet werden.“
Nach der Annexion des Königreiches Hannover durch Preußen 1866 wurde Emden erneut preußisch und das Judenedikt fand wieder Anwendung. Bis 1870 brachten neue Gesetze schließlich die Bürgerrechte auch für Juden in Ostfriesland. Die letzten (rechtlichen) Diskriminierungen wurden bis zum Ende des Ersten Weltkrieges abgebaut. Nun konnten die Emder Juden in die Stadträte gewählt oder Mitglied eines Vereins werden. So wurden Juden Stadträte oder Mitglieder des vom gehobenen Emder Bürgertum getragenen Vereins „Maatschappy to't Nut van't Allgemeen“ („Gesellschaft zum Nutzen der Allgemeinheit“) und der Emder Handelskammer. Der Vorsitzenden der jüdischen Gemeinde, Jacob Pels, wurde 1890 sogar Mitglied des Bürgervorsteherkollegiums.

### Landes- bzw. Landrabbiner
Nach der napoleonischen Annexion Norddeutschlands wurde nach französischem Vorbild der Consistoire Emden für die Départements de l’Ems-Supérieur und Ems Oriental eingerichtet. Ein Großrabbiner (grand-rabbin) betreute die Gemeinden im Konsistorialbezirk. Er amtierte ab 1827 als Landesrabbiner. 1842 richtete das Königreich Hannover Landrabbinate in Emden, Hannover, Hildesheim und Stade ein. Dabei umfasste das Landrabbinat Emden die Landdrosteien Aurich und Osnabrück. 1939 hob die NS-Obrigkeit die Landrabbinate auf.
- 1812–1839: Abraham Heymann Löwenstamm (1775–1839), ab 1812 Großrabbiner des Consistoires Emden, ab 1827 Landesrabbiner für Ostfriesland
- 1839–1841: Vakanz
- 1841–1847: Samson Raphael Hirsch (1808–1888), Landrabbiner von Emden
- 1848–1850: Josef Isaacson (1811–1885), Landrabbiner in Vertretung
- 1850–1852: Vakanz
- 1852–1870: Hermann Hamburger (ca. 1810–1870), Landrabbiner von Emden
- 1871–1873: Philipp Kroner (1833–1907), Stadtrabbiner von Emden, interimistisch als Landrabbiner
- 1875–1892: Peter Buchholz (1837–1892), 1873 gewählt, dann 1875 eingeführt als Landrabbiner von Emden
- 1892–1894: Vakanz
- 1894–1911: Jonas Zvi Hermann Löb (1849–1911), Landrabbiner von Emden
- 1911: Abraham Lewinsky (1866–1941), Landrabbiner von Hildesheim in Vertretung
- 1911/13–1921: Moses Jehuda Hoffmann (1873–1958), Landrabbiner von Emden
- 1922–1939: Samuel Blum (1883–1951), Stadt- und Landrabbiner von Emden

### Zionismus
In Emden trat der Zionismus erstmals Anfang des 20. Jahrhunderts in Erscheinung. 1901 gründeten 35 jüdische Bürger die Ortsgruppe „Lemaan Zion“ der Zionistischen Vereinigung für Deutschland. Wie im übrigen Reich fand diese Bewegung nur bei einem sehr geringen Teil der jüdischen Bevölkerung Anklang. Die Gemeindeleitung um den Landrabbiner Jonas Zvi Hermann Löb und den Lehrer Selig stand dem Zionismus skeptisch bis ablehnend gegenüber und bezeichnete die Anhänger des Zionismus in Gemeindeversammlungen als „vaterlandslose Gesellen“.

### Weimarer Republik
1924 kandidierte der jüdische Arzt Max Sternberg für die FFF-Partei, den parteipolitischen Arm der Freiwirtschaftsbewegung Silvio Gesells. Er wurde am 4. Mai mit 601 Stimmen (5,2 %) in das Bürgervorsteherkollegium gewählt. Dort gehörte er mit vier Vertretern der Kommunistischen Partei zur Opposition, während die Mehrheitsfraktion der Bürgerlichen Vereinigung gemeinsam mit den fünf SPD-Abgeordneten eine Regierungskoalition bildeten. Neben seinem politischen Engagement betätigte Max Sternberg sich auch im Central-Verein deutscher Staatsbürger jüdischen Glaubens und leitete ab 1924 dessen lokale Emder Gruppe.
In den 20er Jahren stachelte Pastor Ludwig Münchmeyer aus Borkum mit antisemitischen Hasstiraden das Publikum auf; weitere aus der Arbeiterschaft oder dem Handwerk stammenden Agitatoren fanden aufgrund ihrer beruflichen wie sozialen Nähe zum Proletariat vor allem in den größeren Orten gute Resonanz. Ab jetzt häuften sich antisemitische Vorfälle, so verteilten Anhänger der Völkischen Bewegung kurz vor Weihnachten 1927 Handzettel, die sich mit eindeutig rassistischem Hintergrund gegen die jüdischen Geschäftsleute richteten. Ab 1928 gab es eine Ortsgruppe der NSDAP in Emden, welche jedoch bis zum März 1933 nicht im Emder Magistrat vertreten war.

### 1933 bis 1938
Nach der Machtübernahme der Nationalsozialisten im Jahre 1933 begann auch für die Juden in Emden die Zeit der Verfolgung. Zwei Monate nach der Machtergreifung und vier Tage früher als in anderen Teilen des Deutschen Reiches begann in Ostfriesland der Boykott jüdischer Geschäfte. Am 28. März 1933 postierte sich die SA vor den Geschäften. In der Nacht wurden 26 Schaufensterscheiben eingeworfen, was die Nationalsozialisten später den Kommunisten anlasten wollten. Der Boykott wurde zwar nach einigen Tagen offiziell beendet, die Diskriminierung jedoch mittels Propaganda, Verordnungen und Gesetzen weiter betrieben. Dies veranlasste viele der ansässigen Juden zur Flucht. Unter den schon 1933 geflohenen Juden befand sich auch Max Windmüller, der sich in den Niederlanden unter seinem Decknamen Cor später dem Widerstand der Gruppe Westerweel anschloss und viele jüdische Kinder und Jugendliche rettete.
Im Jahre 1935 wurden Kunden jüdischer Geschäfte fotografiert und angeprangert. Dadurch verschlechterte sich die ökonomische Lage der Geschäftsinhaber, so dass ein Geschäft nach dem anderen aufgegeben werden musste und auf diese Weise „arisiert“ wurde. Die städtische Badeanstalt an der Kesselschleuse verwehrte Juden im selben Jahr den Eintritt, weil die Bevölkerung sich angeblich belästigt gefühlt habe. Dennoch sah nur eine Minderheit der ostfriesischen Juden im Verkauf ihres Besitzes und der Emigration einen Ausweg. Daran konnten auch die Zionisten, welche regelmäßig Veranstaltungen abhielten, wenig ändern. Die meisten ostfriesischen Juden schwankten noch zwischen Hoffnung und Verzweiflung. Eine exakte und gesicherte Statistik der Aus- und Abwanderung ist wegen der sich teilweise widersprechenden Quellen nicht möglich.
Zeitungsmeldungen zufolge emigrierten von 1933 bis 1938 130 Personen, 50 verzogen in andere Städte. Nach einer anderen Quelle lebten am 1. September 1938 noch 430 Juden in der Stadt, was bedeuten würde, dass etwa ein Viertel der jüdischen Bevölkerung Emden von 1933 bis zum Herbst 1938 – vor der Reichspogromnacht – verlassen hatte.
Die jüdische Gemeinde in Emden sah sich veranlasst, Vorkehrungen für eine Unterbringung der älteren Gemeindemitglieder zu treffen. Zusätzlich zum Altenheim in der Schoonhovenstraße errichtete man dafür einen Anbau am Waisenhaus in der Claas-Tholen-Straße.

### Reichspogromnacht 1938
In der Nacht vom 9. auf den 10. November 1938 kam es auch in Emden zu den von Reichsleitung der Nationalsozialisten befohlenen Ausschreitungen gegen die Juden, die später als Novemberpogrome bezeichnet wurden. Bernhard Horstmann, der 26-jährige Kreisleiter, wurde von der Gauleitung des Gaus Weser-Ems in Oldenburg um 22:30 Uhr telefonisch instruiert, dass in dieser Nacht „Vergeltungsmaßnahmen“ gegen die Juden in ganz Deutschland durchgeführt würden. Um 1 Uhr nachts sollten sämtliche Synagogen im deutschen Reich brennen.
Um 23:30 Uhr beauftragte Horstmann seinen Stellvertreter und Kreisamtsleiter Neeland mit der Organisation der Brandlegung in der Synagoge. Dieser brachte daraufhin mit der SS Brandmittel in das Gotteshaus. Parallel dazu wurde die Emder Feuerwehr über die geplante Aktion informiert. Sie sollte nicht eingreifen und sich darauf beschränken, ein Übergreifen der Flammen auf umliegende Häuser zu verhindern. SA-Truppen bereiteten sich auf die Verhaftung aller Emder Juden vor. Gegen 1 Uhr in der Nacht begaben sich Kräfte aus SA und SS zur Synagoge. Diese waren nicht uniformiert, um die planmäßige Brandstiftung und die Identität der Täter zu verschleiern. Die ganze Aktion sollte nach einem spontanen Gewaltausbruch der deutschen Bevölkerung aus Rache für die Ermordung des Legationssekretärs Ernst Eduard vom Rath durch den Juden Herschel Grynszpan aussehen. Kurz darauf traf Horstmann ein und gab den Befehl, die Synagoge anzuzünden. Es folgte eine große Explosion in der Synagoge, das Feuer entfachte sich aber nicht. Erst nachdem noch einmal 20 Liter Benzin in die Synagoge gebracht wurden, brach ein Feuersturm aus, der die Synagoge völlig zerstörte.
Die Juden der Stadt wurden seit 0:00 Uhr durch die SA misshandelt und auf dem Schulhof der Neutorschule zusammengetrieben. Gleichzeitig gingen in der Stadt Schaufenster, Ladeneinrichtungen sowie das Mobiliar jüdischer Einrichtungen und Wohnungen zu Bruch. Mindestens ein Jude kam in dieser Nacht ums Leben. Er wurde durch einen Schuss in den Rücken so schwer verwundet, dass er später seinen Verletzungen erlag. Am frühen Morgen hatte die SA etwa 300 Juden auf dem Schulhof zusammengetrieben. Dort wurden sie unter Leitung des SA-Sturmführers Bennmann stundenlang schikaniert, indem er sie bis zu Erschöpfung marschieren und Wanderlieder singen ließ. Dabei drohte Bennmann ihnen, sie zu erschießen, wenn sie seinen Befehlen nicht gehorchen würden.
Am Morgen des 10. November wurden die Frauen, Kinder und älteren Männer entlassen. Die als arbeitsfähig angesehenen Juden, etwa 60 an der Zahl, trieb die SA zum Bootshafen am Wall, wo sie Ausbaggerungsarbeiten durchführen sollten. Der Weg dorthin führte die Männer an der ausgebrannten Synagoge vorbei. Dort zwang die SA einen Juden, sich selbst der Brandlegung in der Synagoge zu bezichtigen. In der Turnhalle der Neutorschule wurde ein provisorisches Lager eingerichtet. Auch dort waren die Emder Juden den Schikanen der SA ausgesetzt. In den frühen Morgenstunden des 11. November löste die SA dieses Lager auf und trieb die Juden unter Bewachung von SS und Gestapo zum Bahnhof, von wo aus sie in das Konzentrationslager Sachsenhausen deportiert wurden.

### Exodus, Vertreibung und Ermordung

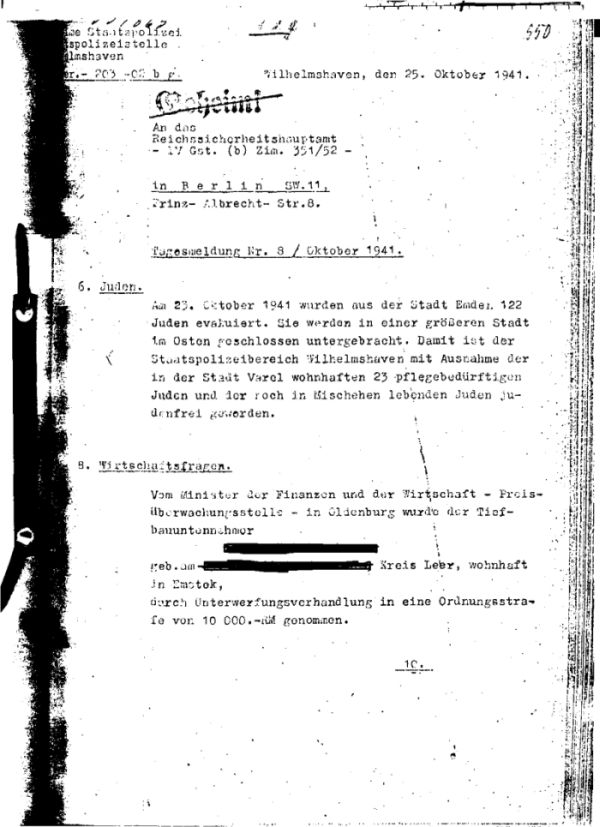
Bericht der Gestapo in Wilhelmshaven vom 25. Oktober 1941 über die Deportation von 122 Emder Juden

Die Jüdische Gemeinde in Emden löste sich nach den Novemberpogromen schnell auf. Der Landrabbiner Samuel Blum und der letzte verbliebene jüdische Arzt wanderten nach Palästina aus. Im Verlauf des Jahres 1938 wurde die Arisierung jüdischen Besitzes abgeschlossen. Eine Initiative ostfriesischer Landräte und des Magistrats der Stadt Emden führt Ende Januar 1940 zu der Weisung der Gestapo-Leitstelle Wilhelmshaven, wonach Juden Ostfriesland bis zum 1. April 1940 verlassen sollten. Die ostfriesischen Juden mussten sich andere Wohnungen innerhalb des deutschen Reiches (mit Ausnahme Hamburgs und der Linksrheinischen Gebiete) suchen. Im Herbst 1941 gehörte Emden zu den ersten zwölf Städten im Reich, aus denen reichsdeutsche Juden in den Osten deportiert wurden. Am 23. Oktober wurden 122 Emder Juden über die Zwischenstation Berlin in das Ghetto Łódź verschleppt. 164 Juden aus dem jüdischen Altenheim Emden wurden im Oktober 1941 vorübergehend noch in das jüdische Altenheim in Varel verlegt und am 23. Juli 1942 über Bremen und Hannover in das Ghetto Theresienstadt deportiert.
Der Zuständigkeitsbereich der Staatspolizei-Leitstelle Wilhelmshaven (Oldenburg und Ostfriesland) wurde danach für „judenfrei“ erklärt und war es de facto auch. Nur einige wenige Juden, die in sogenannter Mischehe lebten, blieben während des Krieges in Emden wohnen. Mindestens 465 Emder Juden sind im Holocaust umgekommen. An sie wird heute mit einem Gedenkstein auf dem Jüdischen Friedhof erinnert.

### Nachkriegszeit

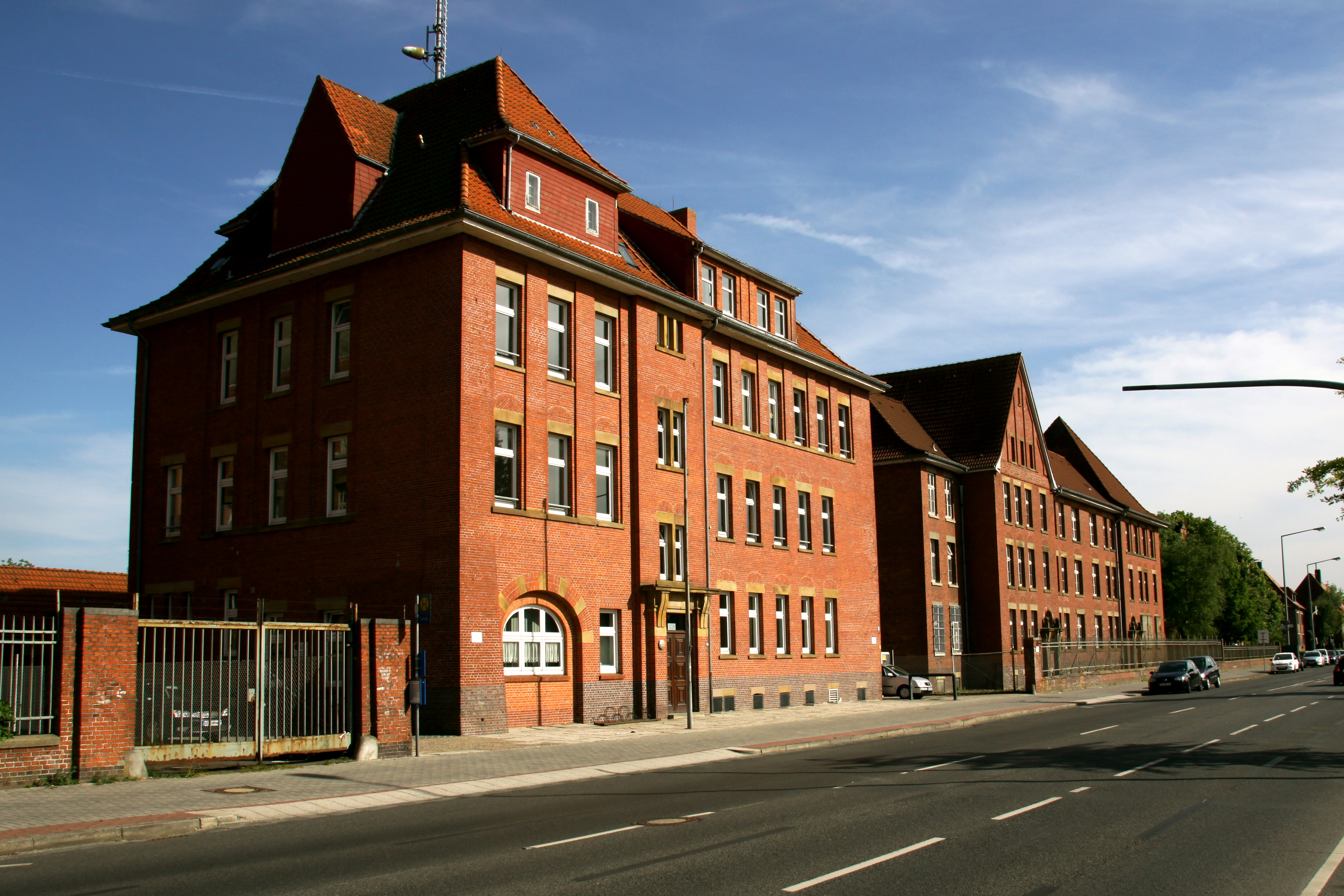
Karl von Müller-Kaserne (2011)

Im Rahmen der Operation Oasis wurden vom 2. bis 5. November 1947 auf Anordnung der Britischen Besatzungsregierung 2342 Exodus-Flüchtlinge aus dem Lager Pöppendorf per Eisenbahn nach Emden in die ehemalige Kaserne an der Auricher Straße gebracht und dort einquartiert. Mit der Unabhängigkeitserklärung Israels am 14. Mai 1948 entfielen im ehemaligen Mandatsgebiet Palästina alle Restriktionen, die dort bis dahin für Juden gegolten hatten. Trotzdem dauerte es einige Zeit, bis die Exodus-Passagiere in das vom Unabhängigkeitskrieg belastete Land ausreisen konnten.
13 Juden kehrten bis 1947 nach Emden zurück. Sie gründeten 1949 eine neue Synagogengemeinde als Verein. Dieser löste sich im Jahre 1984 auf, da er nur noch aus einem Mitglied bestand. Die letzte Beerdigung auf dem jüdischen Friedhof fand im Jahre 2006 statt. Heute leben kaum noch Menschen jüdischen Glaubens in Emden, die Religion wird daher auch nicht öffentlich praktiziert. Die Emder Juden sind Teil der jüdischen Gemeinde in Oldenburg.

## Gemeindeentwicklung
Die jüdische Gemeinde in Emden war eine der größten Norddeutschlands. Nach Hannover war sie die zweitgrößte der Provinz. Der höchste Anteil an der Gesamtbevölkerung wurde im Jahre 1771 mit 6 % erreicht, in absoluten Zahlen wurde 1905 mit 809 Mitgliedern der Höhepunkt erreicht.
| Jahr              | Gemeindemitglieder |
| ----------------- | ------------------ |
| 1613              | 16 Familien        |
| 1741              | 98 Familien        |
| 1779              | 109 Familien       |
| 1828              | 802 Personen       |
| 1842              | 691 Personen       |
| 1905              | 809 Personen       |
| 1925              | 700 Personen       |
| 1933              | 581 Personen       |
| 1938 1. September | 430 Personen       |
| 1939 8. November  | 320 Personen       |
| 1967              | 6 Personen         |

## Gedenkstätten

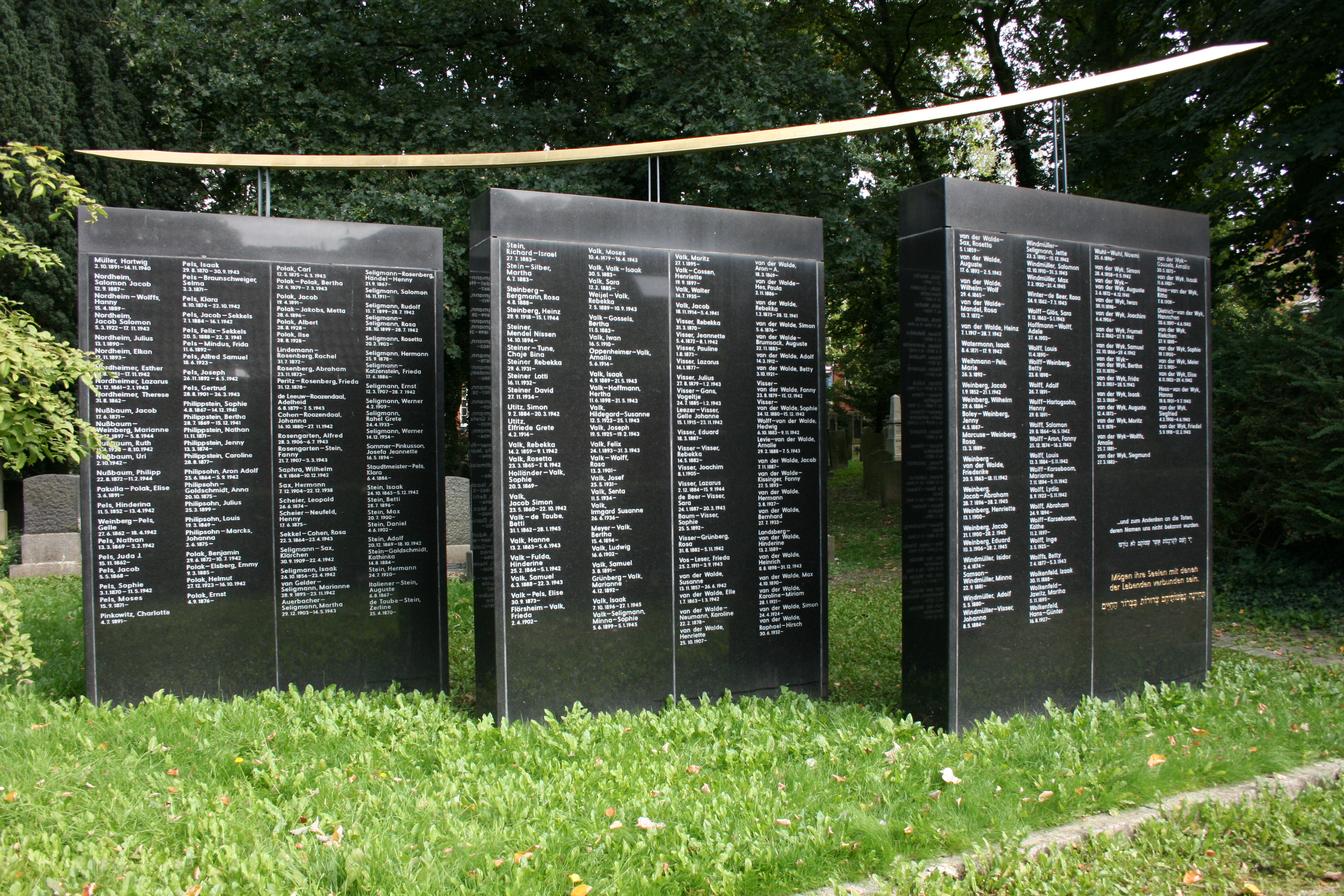
Mahnmal auf dem Friedhof an der Bollwerkstraße

- Gedenkstein an der Stelle des alten Friedhofes in Tholenswehr.
- Gedenkstein für die niedergebrannte Synagoge in der Bollwerkstraße.
- Denkmal mit den Namen von 465 ermordeten Emder Juden auf dem Friedhof an der Bollwerkstraße.
- Modell der Emder Synagoge, seit 1994 im Ostfriesischen Landesmuseum.
- Die Stadt Emden hat die ehemalige Webergildestraße am 8. November 1998 in Max-Windmüller-Straße umbenannt.